# الکساندر کینگ

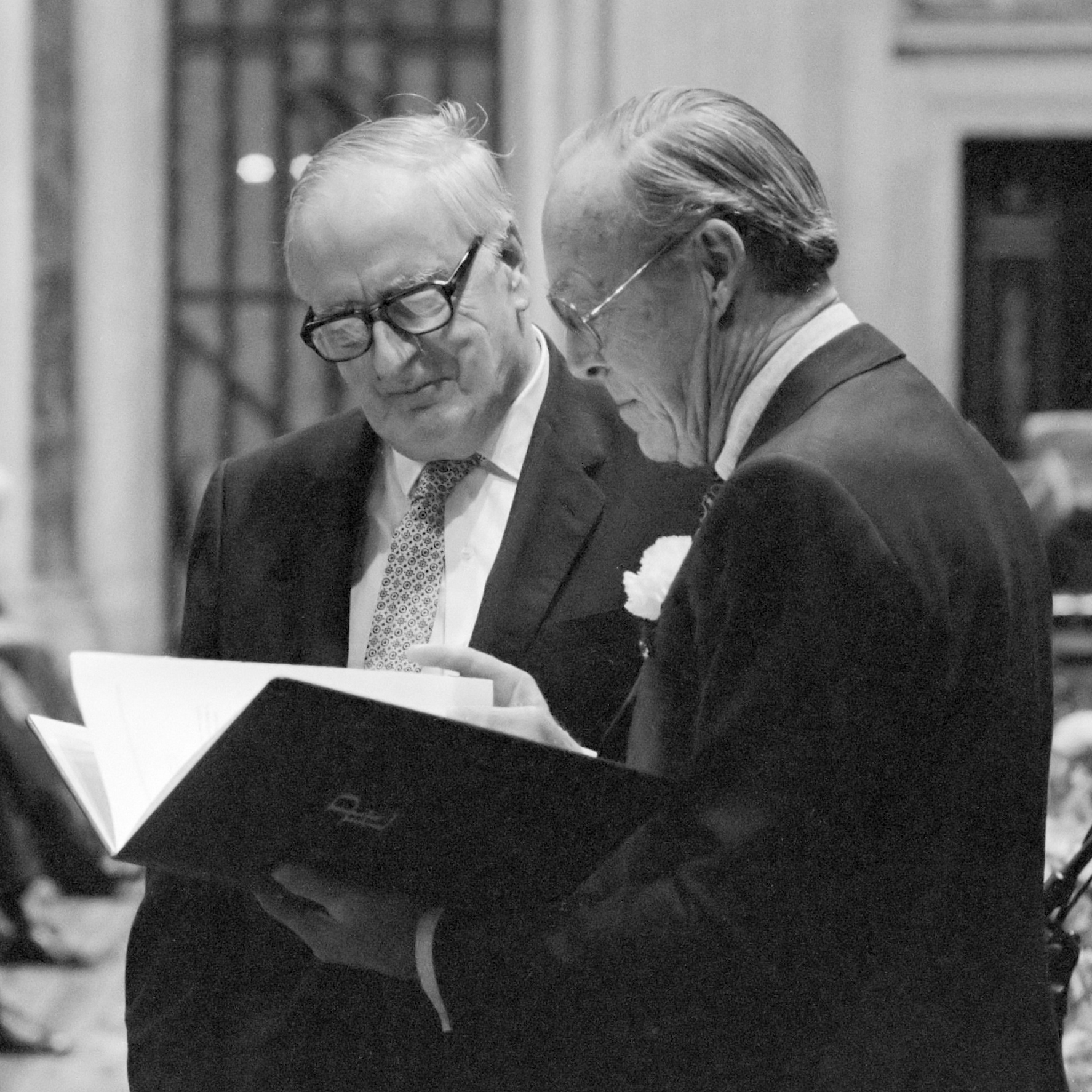
الکساندر کینگ

الکساندر کینگ (به انگلیسی: Alexander King)، (زاده ۲۶ ژانویه ۱۹۰۹ - درگذشته ۲۸ فوریه ۲۰۰۷) دانشمند و از پیشگامان جنبش توسعهٔ پایدار بود که در سال ۱۹۶۸ باشگاه رم را با کمک صنعتگر ایتالیایی اورلیو پتچی تأسیس کرد.
در زمان تأسیس باشگاه رم کینگ کارمند برجستهٔ علمی بین‌المللی بود که در اسکاتلند متولد شده بود و در پاریس زندگی می‌کرد سپس تدریس کرده و در کالج سلطنتی لندن پژوهش‌های مهمی را انجام داد.

## تحصیلات و کارهای اولیه
کینگ به دبیرستان های‌گیت رفت، در کالج سلطنتی علم و دانشگاه مونیخ شیمی خواند.
در سال ۱۹۴۰ هنری تیزارد کینگ را به عنوان معاون مشاور علمی به وزارت تولید دعوت کرد. در آنجا او از یک نامه یاد گرفت که DDT مخفف نام حشره کش دیکلرو-دی فنیل تری کلرواتان است. در سال ۱۹۴۳ به آمریکا مسافرت کرد و رئیس مأموریت علمی بریتانیا و وابسته علمی در سفارت بریتانیا در واشینگتن شد.
پس از جنگ او دبیر شورای مشورتی در سیاست‌های علمی و مشاور خصوصی هربرت موریسون نمایندهٔ پادشاه به عنوان مشاور نخست وزیر شد. او بعدها مشاور ارشد علمی بخش پژوهش‌های علمی و صنعتی شد.
در سال ۱۹۵۷ به آژانس بهره‌وری اروپا در پاریس پیوسته و تا سال ۱۹۷۴ در آنجا ماند.
کینگ در سال ۱۹۸۷ جایزه اراسموس را دریافت کرد.